# Ephraim (Utah)
Ephraim è un comune degli Stati Uniti d'America, nella contea di Sanpete nello Stato dello Utah.